# Al-Sahel
Al-Sahel (tiếng Ả Rập: السحل, cũng được phiên âm là As-Sahel và As-Sehel) là một ngôi làng Syria ở quận An-Nabek thuộc tỉnh Rif Dimashq. Theo Cục Thống kê Trung ương Syria (CBS), al-Sahel có dân số 5.677 trong cuộc điều tra dân số năm 2004. Cư dân của nó chủ yếu là người Hồi giáo Sunni.

## Các thành phố và thị trấn lân cận
| Thành phố-làng     | Khoảng cách   | Phương hướng |
| ------------------ | ------------- | ------------ |
| Ma`arrat al Bash   | 3,5 bước sóng | hướng Tây    |
| Flitah (Lướirefah) | 2.7 bước sóng | hướng Tây    |
| al-Jarajir         | 4.1 bước sóng | Bắc          |
| An-Nabek           | 5.0 bước sóng | Đông         |
| Ras al-Ayn         | 4.1 bước sóng | miền Nam     |
| Yabroud            | 3,4 bước sóng | miền Nam     |

## Thời tiết
| Mùa      | Nhiệt độ, °C | Lượng mưa, cm | Gió, km/h |
| -------- | ------------ | ------------- | --------- |
| Ngã      | 15.3         | 0,8           | 5         |
| Mùa đông | 2,5          | 2.7           | 5,5       |
| Mùa xuân | 13,5         | 0,0           | 6         |
| Mùa hè   | 22,5         | 0,0           | 5         |